# Sistema ABM A-235
Il sistema ABM A-235 Nudol (in cirillico: А-235 Нудоль) è un sistema antimissile balistico multi-strato e di difesa spaziale dislocato nella regione di Mosca, progettato inizialmente per neutralizzare un eventuale attacco nucleare diretto contro la capitale russa ed in fase finale di sviluppo. Sviluppato a partire dall'A-135, di cui è il successore, da un team della Vympel Central Research, il progetto dell'A-235 è ripreso negli anni 2010 sotto la guida della Almaz-Antey, dopo una lunga interruzione causata dalla dissoluzione dell'URSS.
Nel 2011 la Almaz-Antey, progettista e azienda costruttrice dei sistemi missilistici S-500, S-400 ed S-350, ha presentato un progetto dell'A-235 profondamente rivisto rispetto a quello interrotto negli anni '90: secondo le intenzioni del costruttore, il sistema dovrebbe essere in grado non solo di intercettare i veicoli di rientro ipersonici degli ICBM a testata multipla ma anche i satelliti in orbita bassa ed i velivoli spaziali con o senza pilota.
Inoltre, le testate nucleari originariamente previste dovrebbero essere sostituite, completamente o parzialmente, da testate convenzionali o inerti che ne ampliano grandemente le possibilità di utilizzo. Infine, il sistema ABM A-235 a differenza del suo predecessore sarà mobile e non fisso.
L'entrata in servizio è prevista per il 2021.

## Sviluppo
Il compito per lo sviluppo di una versione modernizzata del sistema di difesa missilistica A-135 è stato assegnato dal decreto del Consiglio dei ministri dell'URSS n. 585-119 del 7 giugno 1978 all'istituto Vympel, il quale iniziò a lavorare sul progetto nel 1986 presumibilmente una volta terminato il dispiegamento dell'A-135.
Obiettivi della modernizzazione del sistema di difesa, sono quelli di aumento delle capacità di combattimento in termini di:
1) aumento del raggio di difesa dell'area sotto attacco,
2) aumento della manovrabilità dei missili al fine di contrastare gli ICBM dotati di MIRV.
Nel 2012, la Almaz-Antey ha condotto test preliminari di fabbrica dei vari componenti del complesso.
Secondo i resoconti dei media, il 18 novembre 2015 è avvenuto il primo vero e proprio lancio del complesso missilistico Nudol nonché terzo lancio previsto nel programma di test.  Nel maggio 2016, gli elementi del sistema sono stati testati in esercitazioni condotte al fianco delle forze aerospaziali russe. Il 26 marzo 2018, dal poligono di Plesetsk è stato effettuato con successo il sesto test dei vettori dell'A-235, il primo effettuato da un lanciatore mobile.
Il 18 gennaio 2019, il canale televisivo americano CNBC, citando fonti dell'intelligence, ha riferito di un test di un missile anti-satellite condotto nel dicembre 2018, non è chiaro se tale test riguardasse l'A-235 o l'S-500.
Nel 2020 termina la serie di lanci di test dell'A-235 ed è prevista l'entrata in servizio per il 2021.

## Caratteristiche
L'A-235 è un sistema antimissile balistico multi-strato: utilizza pertanto più vettori missilistici con prestazioni differenti per massimizzare le possibilità di successo nel respingere un attacco balistico.
Il sistema utilizzerà i radar Don-2N ed il Don 2NP/5N20P opportunamente aggiornati, mentre il sistema di guida dell'A-235 sarà simile a quello dell'A-135.
Non è ancora chiaro se alcuni vettori dell'A-235 monteranno una testata nucleare (l'aumento di temperatura e pressione di un'esplosione nucleare in alta quota dovrebbero aumentare grandemente le possibilità di neutralizzare le testate ostili in avvicinamento) ma, al 2018, alcuni report sembrano indicare l'utilizzo di testate convenzionali o inerti. Tuttavia, è più probabile che le testate atomiche siano impiegate ai soli vettori a lungo raggio del sistema.
L'A-235 avrà infatti un insieme di missili in grado di operare su tre diverse distanze:
- vettori a lungo raggio, basati sul 51T6 (ABM-4 Gorgon) e in grado di distruggere bersagli a distanze fino a 1.500 km, ad altitudini fino a 800 km;
- vettori a medio raggio, un aggiornamento del 58R6, progettato per colpire bersagli a distanze fino a 1.000 km, ad altitudini fino a 120 km;
- vettori a corto raggio 53T6M (versione modernizzata dell'ABM-3 Gazelle) o 45T6, con un raggio operativo di 350 km ed una tangenza massima di circa 50 km.

## Cronologia dei test
| Tentativo | Poligono | Data dI lancio   | Esito    | Note                                      |
| --------- | -------- | ---------------- | -------- | ----------------------------------------- |
| 1         | Plesetsk | 12 agosto 2014   | Riuscito | Pop-up test                               |
| 2         | Plesetsk | 22 aprile 2015   | Fallito  |                                           |
| 3         | Plesetsk | 18 novembre 2015 | Riuscito | primo lancio in ottica difesa antimissile |
| 4         | Plesetsk | 25 maggio 2016   | Riuscito | lancio di addestramento al combattimento  |
| 5         | Plesetsk | 16 dicembre 2016 | Riuscito | lancio di addestramento al combattimento  |
| 6         | Plesetsk | 26 marzo 2018    | Riuscito | primo lancio da lanciatore mobile         |